# Gribovski G-11
Le Gribowski G-11 (Г-11) est un planeur militaire soviétique léger de transport de troupes/cargo de la Seconde Guerre mondiale.

## Historique

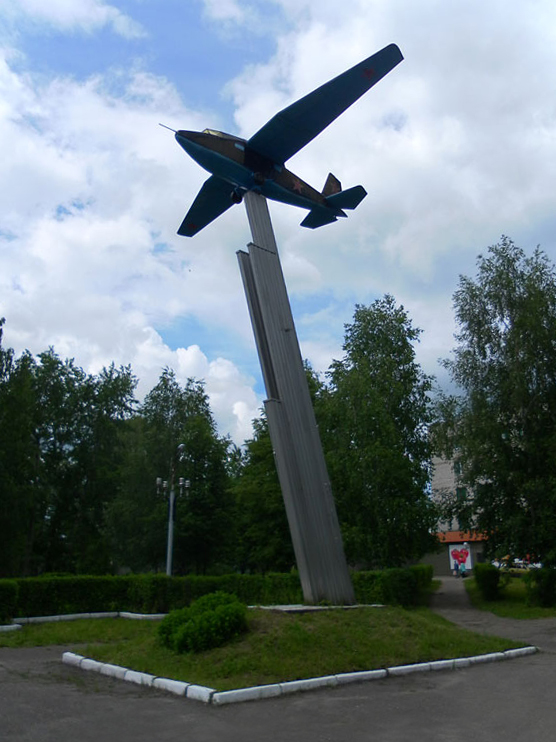
Monument G-11 top Gilder a Shumerlya en russie. (échelle 1/1)

L'Union soviétique est l'une des pionnières en matière de planeurs de transport : le premier modèle, le Grokhowski G-63 est construit en 1932. Cependant, aucun planeur de transport n'est produit en série avant la Seconde Guerre mondiale. Peu après l'attaque allemande de 1941, le quartier général soviétique prend conscience de son besoin en planeurs de transport et ordonne le développement de plusieurs projets. Vladimir Gribovski se lance dans la conception d'un planeur léger en deux mois seulement, et fait voler son prototype le premier septembre 1941. Désigné à l'origine G-29 ou Gr-29, c'est un appareil réussi et qui est aussitôt accepté pour une production en grande série sous la désignation G-11 (pour Gribowski - 11 hommes pilote compris).
Les G-11 sont produits de fin 1941 jusqu'au milieu de l'année 1942 dans deux usines : 138 sont construits à Shumerlya (usine no 471) et 170 au village de Kozlovka (usine no 494), soit 308 en tout. La production reprend en 1944 à Riazan. À partir d'octobre 1944 sont aussi produits des planeurs G-11U avec double commandes pour l'entraînement. Le G-11 reste en production jusqu'en 1948. Il n'y a pas de donnée concernant le nombre total d'appareils construits, mais il est estimé à environ 500 à 600 unités dans certains ouvrages[réf. souhaitée].

## Description
Le G-11 est un planeur de transport à aile haute, de construction tout en bois, habillé de contre-plaqué. Son fuselage est rectangulaire avec une section en croix. Le poste de pilotage est monoplace, avec une verrière s'ouvrant vers le haut. Derrière, le compartiment de transport n'est pas séparé de la cabine. Il mesure 3,24 m de long pour 1,25 à 1,36 m de large. L'accès à bord se fait par deux portes de chaque côté du fuselage mesurant 1,2 × 0,7 m. Les dernières séries n'ont qu'une trappe de 1,4 m de large du côté gauche. Les troupes s'assoient sur des bancs pliants le long des parois, elles disposent de deux petits hublots rectangulaires de chaque côté. Les ailes sont en trois parties, équipées de volets pour l'atterrissage. Le train d'atterrissage est fixe, mais il peut être rentré par le pilote pour raccourcir la distance d'arrêt à l'atterrissage, le planeur glisse alors sur un patin situé sous le fuselage.
Le planeur possède une finesse de 5,2 et son taux de chute minimal est de 2,2 m/s.

## Variantes
À partir d'octobre 1944 sont aussi produits des planeurs G-11U avec double commandes pour l'entraînement.
Durant l'été 1942 est testée une variante avec moteur auxiliaire M-11 monté sur le fuselage, désignée G-11M, puis G-30, mais qui n'est pas entrée en production.

## Opérateurs
Union soviétique
- Armée de l'air soviétique (VVS)

## Sources
- (ru) Г-29 (Г-11) sur www.airwar.ru
- (ru) Plan et description

### Aéronefs comparables
- Antonov A-7
- DFS 230
- Waco CG-3A
- Kokusai Ku-8